# Fabio Di Capua
Fabio Di Capua (San Severo, 6 settembre 1950) è un politico italiano.

## Biografia
Laureatosi in medicina e chirurgia svolge la professione di medico chirurgo. Eletto per la prima volta in parlamento, come deputato, nel 1994 con la lista dei Progressisti (Collegio 1 - San Severo). Viene rieletto anche nella successiva legislatura, nel 1996, (lista collegata Pds). In seguito si iscrive al gruppo parlamentare I Democratici - L'Ulivo. Alla Camera ha fatto parte delle commissioni parlamentari Agricoltura e Giustizia.
Dal 1995 al 1996 è anche stato consigliere comunale dei Progressisti a San Severo.
È stato sottosegretario di Stato per la Sanità nel secondo governo di Massimo D'Alema, dal 22 dicembre 1999 al 25 aprile 2000.